# Buxières-sous-Montaigut
Buxières-sous-Montaigut település Franciaországban, Puy-de-Dôme megyében. Lakosainak száma 242 fő (2022. január 1.). Buxières-sous-Montaigut La Celle, Durmignat, Lapeyrouse, Montaigut-en-Combraille és Saint-Éloy-les-Mines községekkel határos.

## Népesség
A település népességének változása:
| Lakosok száma | 233  | 238  | 241  | 237  | 237  | 236  | 235  | 237  | 242  |
|               | 2013 | 2015 | 2016 | 2017 | 2018 | 2019 | 2020 | 2021 | 2022 |